# IEEE 802.3af
IEEE 802.3af standarden er i dag en del af IEEE 802.3at-2009 standarden som IEEE 802.3at-2009 Type 1, der beskriver hvordan et kabelsystem baseret på Cat.3/Cat.5 eller bedre, kan sende elektrisk energi (max. 12,95W) sammen med data til fjerne enheder over standard twisted-pair kabel i et ethernet datanet. Denne teknologi er anvendelig til elektrisk at forsyne IP-telefoner, trådløse basisstationer, webcam, switche, computere, barbermaskiner og andre anvendelser hvor det er besværligt med separat elektrisk forsyning. PoE teknologien er på sin vis sammenlignelig med POTS telefoner, som også modtager elektricitet og analog data gennem samme kabel.
Standarden beskriver to typer af enheder: Power Sourcing Equipment (PSE) og Powered Devices (PD). Power Sourcing Equipment udbyder på intelligent vis elektricitet til Powered Devices. 
Standarden beskriver to måder hvormed man kan sende elektricitet gennem kablet.
1. Lederne 4 & 5 i 8P8C-stikket forsyner med 48 volt positiv spænding (+) eller faktisk nul volt; lederne 7 & 8 forsyner med 48V negativ spænding (-).
2. Sammen med data-lederne: Lederne 3 & 6 i 8P8C stikket forsyner med 48 volt positiv spænding (+) eller faktisk nul volt; lederne 1 & 2 forsyner med 48V negativ spænding (-).

Her er en typisk måde at sende elektricitet via et PDS-kabel. IEEE 802.3af injektoren (PSE) sender energi ind i kablet og IEEE 802.3af power splitteren (PD) trækker energien ud.
Power splitteren har som regel indbyggede smps, som f.eks. kan omsætte 48V til 12V 1A eller 5V 2,5A i energimodtagerenden.
Der findes netudstyr (f.eks. 802.3af switche), som selv kan sende 48V ud i RJ-45 switchporten. I disse netudstyr er der typisk indlejret en PSE per switchport.

## IEEE 802.3af "sikkerhed"
IEEE 802.3af PSE er intelligent og sender efter tænding, en svag ufarlig spænding ud i kablet for at finde ud af om der sidder en IEEE 802.3af PD i den anden ende. Registrerer den det, sender den 48V ud i kablet, ellers ikke.
Hvis IEEE 802.3af PSE opdager at der ingen IEEE 802.3af PD er i den anden ende slukker den for de 48V.